# Rock the Nations
Rock the Nations es el octavo álbum de estudio de la banda británica de heavy metal Saxon, publicado en 1986 por EMI Music. Es el primer trabajo del bajista Paul Johnson, que ingresó a la banda luego de la salida de Steve Dawson. Sin embargo, a pesar de ser acreditado él no participó en ninguna canción siendo Biff Byford quien tocó el bajo durante su grabación. Adicional a ello, el pianista Elton John fue invitado a las grabaciones de «Party till You Puke» y «Northern Lady», por lo cual tuvo créditos como músico invitado.
Al igual que el álbum antecesor siguió demostrando el cambio de sonido llevado por la banda, lo que se reflejó en ser el menos pesado de su carrera y uno de los más criticados por la prensa especializada. Esto también se vio reflejado en las listas musicales, ya que logró el puesto 149 en los Estados Unidos y solo alcanzó la posición 34 en su propio país. En cuanto a su promoción se lanzaron tres sencillos entre 1986 y 1987: «Waiting for the Night», «Rock the Nations» y «Northern Lady» que obtuvieron los puestos 60, 80 y 91 respectivamente en el UK Singles Chart del Reino Unido.
En 2010 se remasterizó con ocho pistas adicionales, de las cuales algunas fueron publicadas anteriormente como lado B de los sencillos promocionales y contó con tres canciones en vivo, grabadas en el Festival de Reading el 23 de abril de 1986.

## Lista de canciones
| N.º | Título                  | Escritor(es)                            | Duración |  |
| 1.  | «Rock the Nations»      | Byford, Quinn, Oliver, Glockler         | 4:40     |  |
| 2.  | «Battle Cry»            | Byford, Quinn, Oliver, Glockler         | 5:26     |  |
| 3.  | «Waiting for the Night» | Byford, Glockler                        | 4:51     |  |
| 4.  | «We Came Here to Rock»  | Byford, Quinn, Oliver, Glockler         | 4:18     |  |
| 5.  | «You Ain't No Angel»    | Byford, Quinn, Oliver, Glockler         | 5:28     |  |
| 6.  | «Running Hot»           | Byford, Quinn, Dawson, Oliver, Glockler | 3:35     |  |
| 7.  | «Party till You Puke»   | Byford, Quinn, Oliver, Glockler         | 3:25     |  |
| 8.  | «Empty Promises»        | Byford, Quinn, Oliver, Glockler         | 4:09     |  |
| 9.  | «Northern Lady»         | Byford, Quinn, Oliver, Glockler         | 4:42     |  |

| Pistas adicionales en remasterización de 2010 |                                                      |                                          |          |  |
| N.º                                           | Título                                               | Escritor(es)                             | Duración |  |
| 10.                                           | «Chase the Fade» (lado B de «Waiting for the Night») | Quinn, Oliver                            | 2:32     |  |
| 11.                                           | «Waiting for the Night» (versión sencillo de 7")     | Byford, Glockler                         | 4:12     |  |
| 12.                                           | «Northern Lady» (versión sencillo de 7")             | Byford, Quinn, Oliver, Glockler          | 3:57     |  |
| 13.                                           | «Everybody Up» (en vivo, lado B de «Northern Lady»)  | Byford, Dawson                           | 3:37     |  |
| 14.                                           | «Dallas 1PM» (en vivo, lado B «Northern Lady»)       | Byford, Quinn, Oliver, Dawson, Pete Gill | 6:34     |  |
| 15.                                           | «Power and the Glory» (en vivo)                      | Byford, Quinn, Oliver, Dawson, Glockler  | 6:52     |  |
| 16.                                           | «Rock the Nations» (en vivo)                         | Byford, Quinn, Oliver, Glockler          | 4:49     |  |
| 17.                                           | «Waiting for the Night» (en vivo)                    | Byford, Glockler                         | 4:34     |  |

## Miembros
- Biff Byford: voz
- Paul Quinn: guitarra eléctrica
- Graham Oliver: guitarra eléctrica
- Paul Johnson: bajo
- Nigel Glockler: batería
- Elton John: piano en pistas 7 y 9 ( músico invitado)